# Aslı Erdoğan
Aslı Erdoğan (n. 8 martie 1967, Istanbul, Turcia) este o scriitoare turcă, activistă pentru drepturile omului, care a scris pentru ziarul Özgür Gündem și a fost editorialistă al ziarului Radikal. Al doilea ei roman a fost publicat și în engleză.

## Primii ani
Născută la Istanbul, ea a absolvit Colegiul Robert în 1983 și Departamentul de Inginerie a Calculatoarelor de la Universitatea Boğaziçi în 1988. Ea a lucrat la CERN ca fizician din 1991 până în 1993 și a primit un master în fizică de la Universitatea Boğaziçi, ca urmare a cercetărilor ei. Ea și-a început cercetările pentru un doctorat în fizică în Rio de Janeiro, Brazilia, înainte de a reveni în Turcia pentru a deveni scriitoare în 1996.

## Cariera de scriitoare
Prima ei poveste, Ultimul Bilet de Adio, a câștigat premiul al treilea la concursul de scriere Yunus Nadi în 1990. Primul ei roman, Kabuk Adam, a fost publicat în 1994 și a fost urmat în 1996 de către Mucizevi Mandarin (Mandarinul Miraculos), care cuprindea o serie de povestiri interconectate. O povestire scurtă, Păsări din Lemn, avea să-i aducă primul premiu la competiția organizată de postul de radio german Deutsche Welle, iar al doilea său roman, Kırmızı Pelerinli Kent (Orașul în Roșu Mantie), a primit numeroase premii în străinătate și a fost publicat în traducere engleză.
Scrie pentru cotidianul pro-Kurd Özgür Gündem.

## Arest

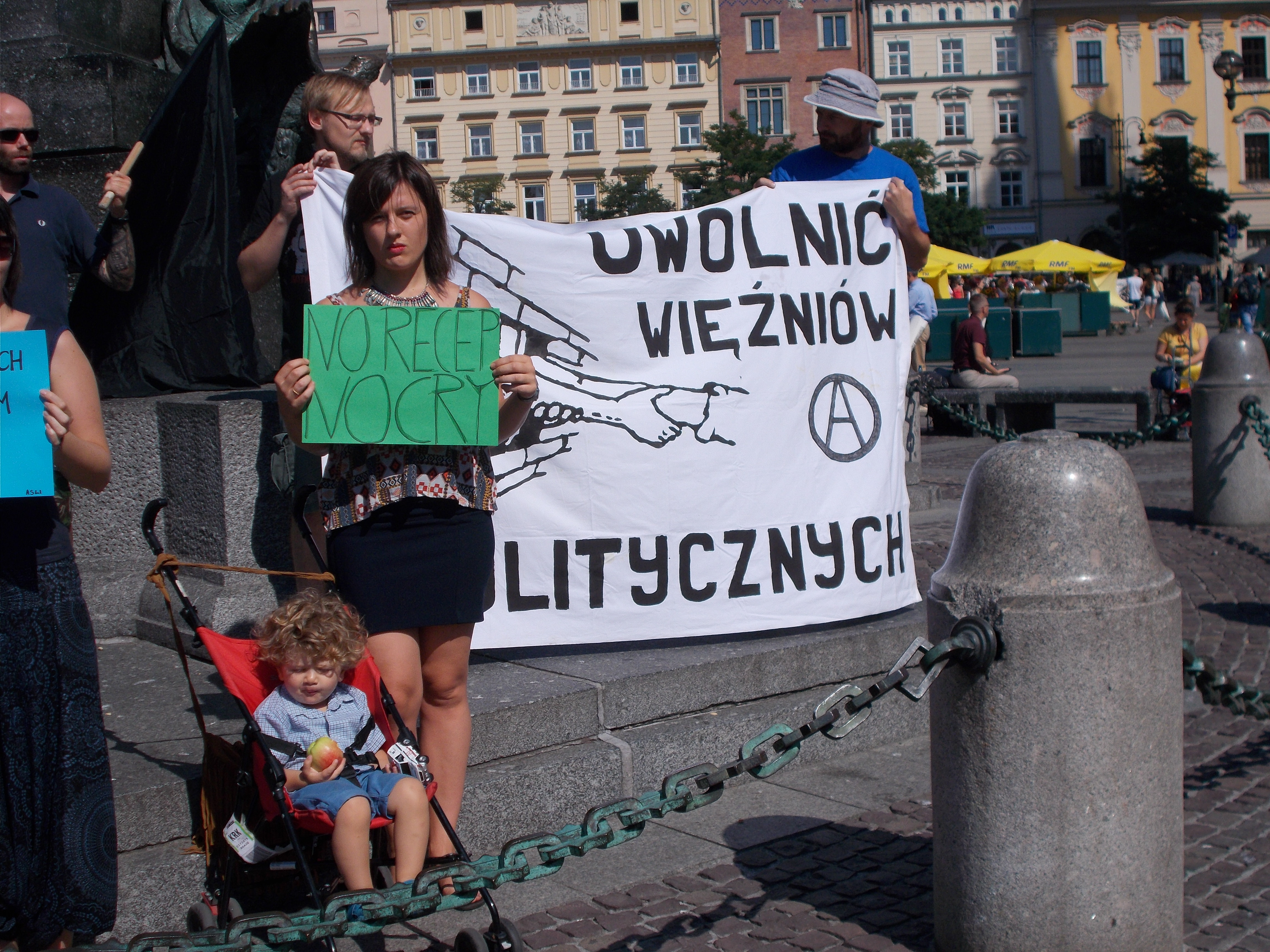
Manifestație în Kraków, Polonia, pentru eliberarea scriitoarei Aslı Erdoğan și prizonierilor politici ai regimului turc

Aslı Erdoğan a fost plasată în custodia poliției turce în timpul raidului din 16 august 2016 făcut în redacția ziarului Özgür Gündem. A fost reținută pe 17 august 2016 deoarece făcea parte din conducerea ziarului. Pe 20 august, a fost arestată și închisă preventiv. Locul ziarului Özgür Gündem a fost luat de cotidianul online Özgürlükçü Demokrasi („democrația Liberală”), care are o rubrică zilnică numită „Prietenii lui Aslı”.

## Legături externe
- Site oficial